# Julius Pohlig
Julius Pohlig ( 17 novembre 1842 à Leichlingen, † 30 janvier 1916 à Cologne) était un Allemand ingénieur et entrepreneur. Pohlig est considéré comme un pionnier du transport par câble.
À sa construction, vers 1900, le téléphérique entre la mine de fer d'Aumetz et l'usine sidérurgique de Knutange a été, avec ses 10,8 km d'un seul tenant, probablement le plus long téléphérique du monde.
L'entreprise J. Pohlig AG, qu'il a créé, a notamment réalisé les premiers téléphériques du Pain de sucre à Rio de Janeiro en 1912, celui du Wallberg en 1951 et modernisé les installations de la Zugspitze en 1955.